# Giovanni Gherardini
Pour les articles homonymes, voir Gherardini.
Giovanni Gherardini est un érudit italien connu comme librettiste et lexicographe, né à Milan le 27 mai 1778, et mort dans la même ville le 8 janvier 1861 .

## Biographie
Il a commencé ses études supérieures en par la médecine puis il s'est consacré à la littérature.
Il doit sa célébrité à son livret de l'opéra La Pie voleuse de Gioachino Rossini.
Il a aussi été traducteur d'allemand et d'anglais, ainsi que philologue et lexicographe ayant une production importante parmi laquelle :
- Voci e maniere di dire italiane additate ai futuri vocabolaristi (1838-40) ;
- Lessigrafia italiana (1843) ;
- Supplimento ai vocabolari italiani (1852-57).